# Ямба
Я́мба, Я́мбе, Іа́мба (грец. Jambe) — дочка Пана й німфи Ехо, служниця в домі елевсінського володаря Келея. Коли в Келея перебувала засмучена втратою Персефони Деметра, Ямба розвеселила її і відтоді була втаємничена в містерії богині.